# Obyčajný špás
Obyčajný špás (angl. A Mere Joke) je slovenský film z roku 1989.
Příběh pojednává o šikanování a zastrašovaní mezi spolužáky druhého ročníku elektrotechnické průmyslové školy po dobu bramborové brigády.

## Obsazení
| Tomáš Harman     | Juraj Dobiš         |
| Roman Pomajbo    | Dušan Majer         |
| Richard Stanke   | Dodo Urban          |
| Jozef Domonkoš   | Laco Kollár         |
| Davif Hanák      | Štefan Kostek       |
| Petr Hofman      | Milan               |
| Lumír Olšovský   | Jano Jedlička       |
| Roman Matisko    | Jaro                |
| Marta Sládečková | profesorka Hartlová |
| Václav Brtna     | Zajko               |
| Vladimír Kittler | Karol               |
| Branislav Mišík  | Braňo               |
| Ingrid Rumlová   | Svetlana            |
| Zoroslav Záhon   | ředitel             |